# 豚の屠殺

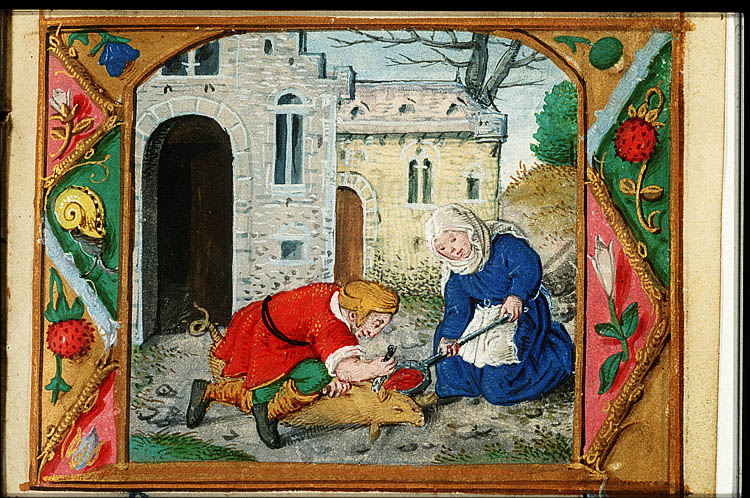
中世における豚の屠殺

豚の屠殺（ぶたのとさつ）は、養豚場や農場で肥育された豚に屠殺を含めた一連の食肉処理を行い、主に人間の食料となる豚肉や豚骨などを得るための作業を指す。

## 伝統的な屠殺の方法

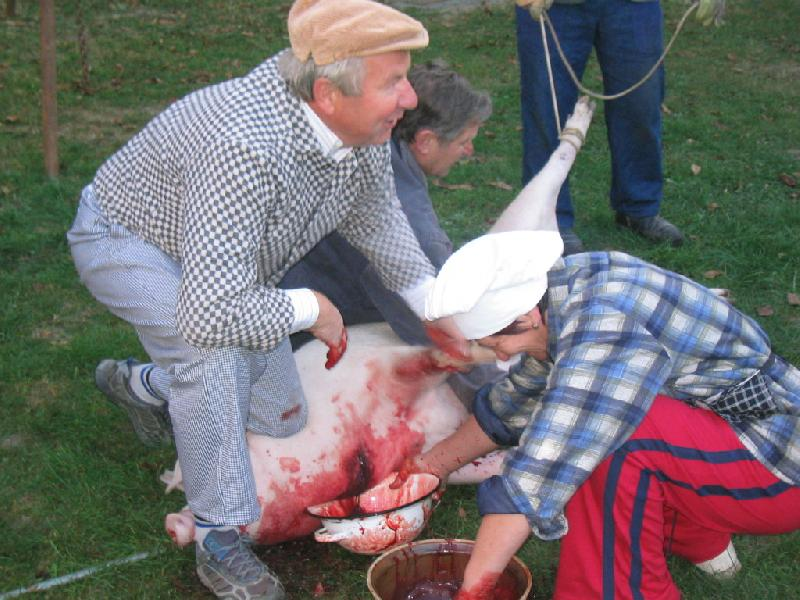
豚の血を出す

豚肉食が盛んな地域では概ね下記の屠殺方法が伝統的に取られている。欧州ではドングリなどの生育する森で豚を肥育し、初冬頃から豚を順次つぶして豚肉とすることで、農作物の生育に適さず食糧事情の厳しい冬場を乗り切る生活スタイルが古くから定着してきた。例えばハンガリーでは伝統的にクリスマスの前に行われ、つぶして得た豚肉の料理を作って人々にふるまうなど、農民たちの一番大きな行事の一つであった。スペインやポルトガルではマタンサと呼ばれ、やはり冬の風物詩となっている。屠殺の方法は二つの部分に分けられる。まずは、豚の洗浄と解体、つぎに食料をつくって保存することである。

### 豚のつぶし方、洗浄

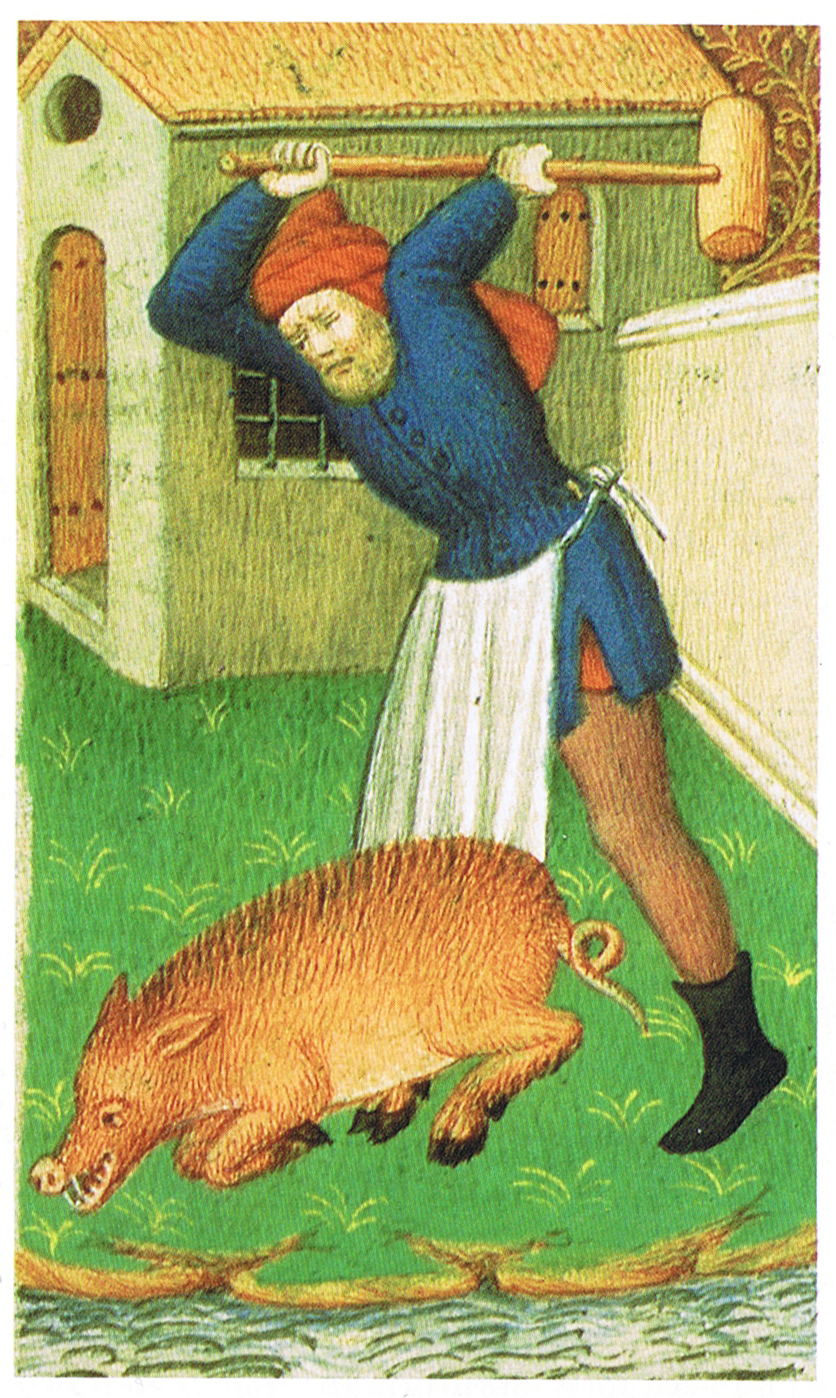
中世における豚を殺す人

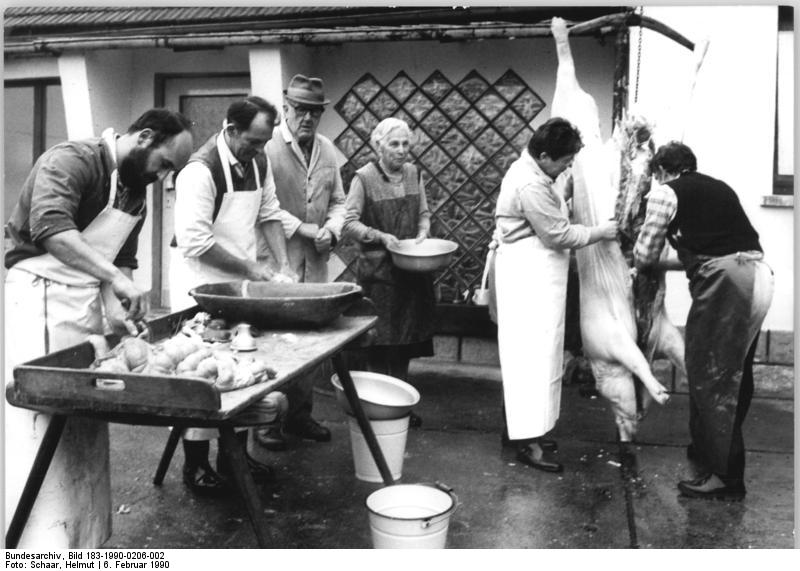
解体

豚は生後半年余りで重量が100kg以上に達することもあり、豚をつぶす作業は10人以上で行うこともある重労働である。まず豚を屠殺する場所まで移動させる必要が生じるが、豚はその習性上、意に反して動くことを頑なに拒むことがあり、作業をする人が数人がかりで強制的に引っ張る形となることも少なくない。それから主に台上に豚を固定して、人力で押さえつけるか、紐などで拘束した後に、鋭利な刃物で急所（喉や心臓）を突いて失血死させる方法が世界で広く見られる伝統的なつぶし方である。多くの地域では豚の血もソーセージなどの食材として利用するため、それをボウル状のもので受ける役も存在することが多い。中には絵のように、刃物で急所を突く前に銃で撃つか、鈍器で頭部を強打して、脳死状態にしてから血抜きを行う地域も存在する。
刃物で急所を突いてから概ね数分で豚は失血死する。豚は全身を硬い毛で覆われているので、これを取り除くのと、消毒の意味合いもあって干し草などで覆ってたき火の要領で短時間火をかける。現在ではたき火の代わりにプロパンガスとバーナーを使ってより短時間で行うことが多い。また、直接火をあてずに湯の中に入れて毛を取りやすくする地域も存在する。
第三段階では豚の外側の部分をきれいにする。お湯を使えば、二つの手順が１つですむので、後からきれいにする必要はない。熱いお湯をためた桶で豚の皮を擦る地方もあるが、現在は流水で煤だらけになったところだけを擦ることが多い。重要な補助用具はその上で豚の体を転がすことができる板である。豚を洗うことと火であぶることは時代とともに変化した。現在では、豚を盥(たらい)のお湯で温めて、毛の大部分を火であぶる前に擦っておとす方法が用いられている。それから豚をテーブルのようなもの上においてから、あぶる。あぶってから豚を洗って、解体人がそれを解体する。
第四段階は切断、または解体である。頭の部分を下にして逆さ吊りにして行うことが一般的であり、主に大きな包丁で、骨の部分は斧で切断して、豚肉などを得ることになる。

### 豚の内臓の利用法

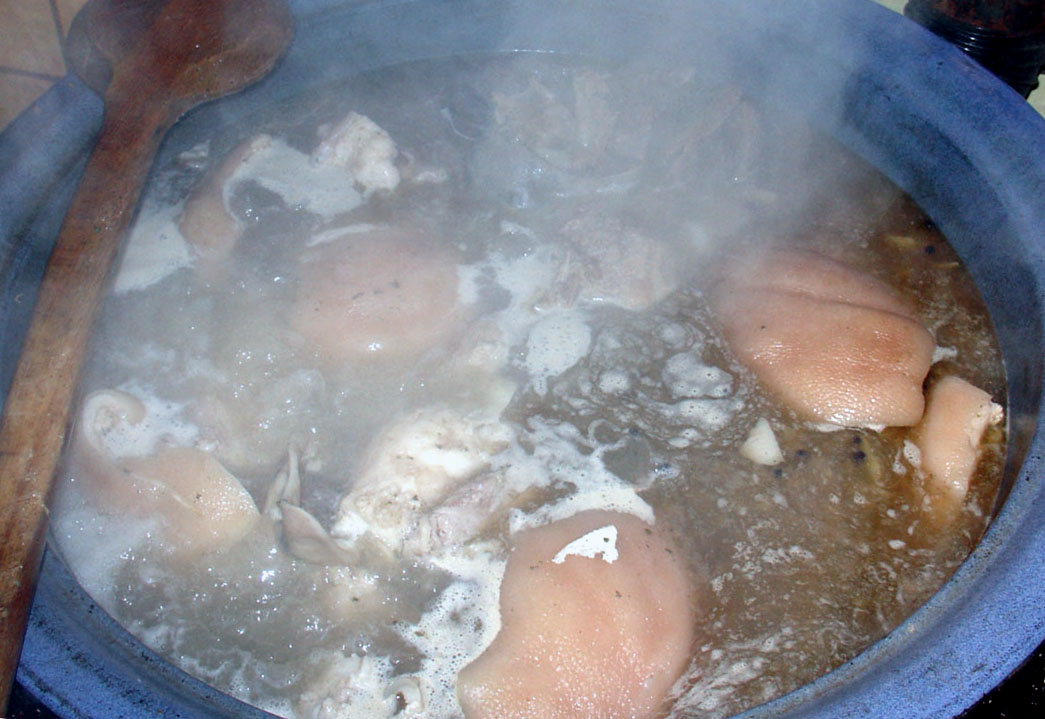
Abálás

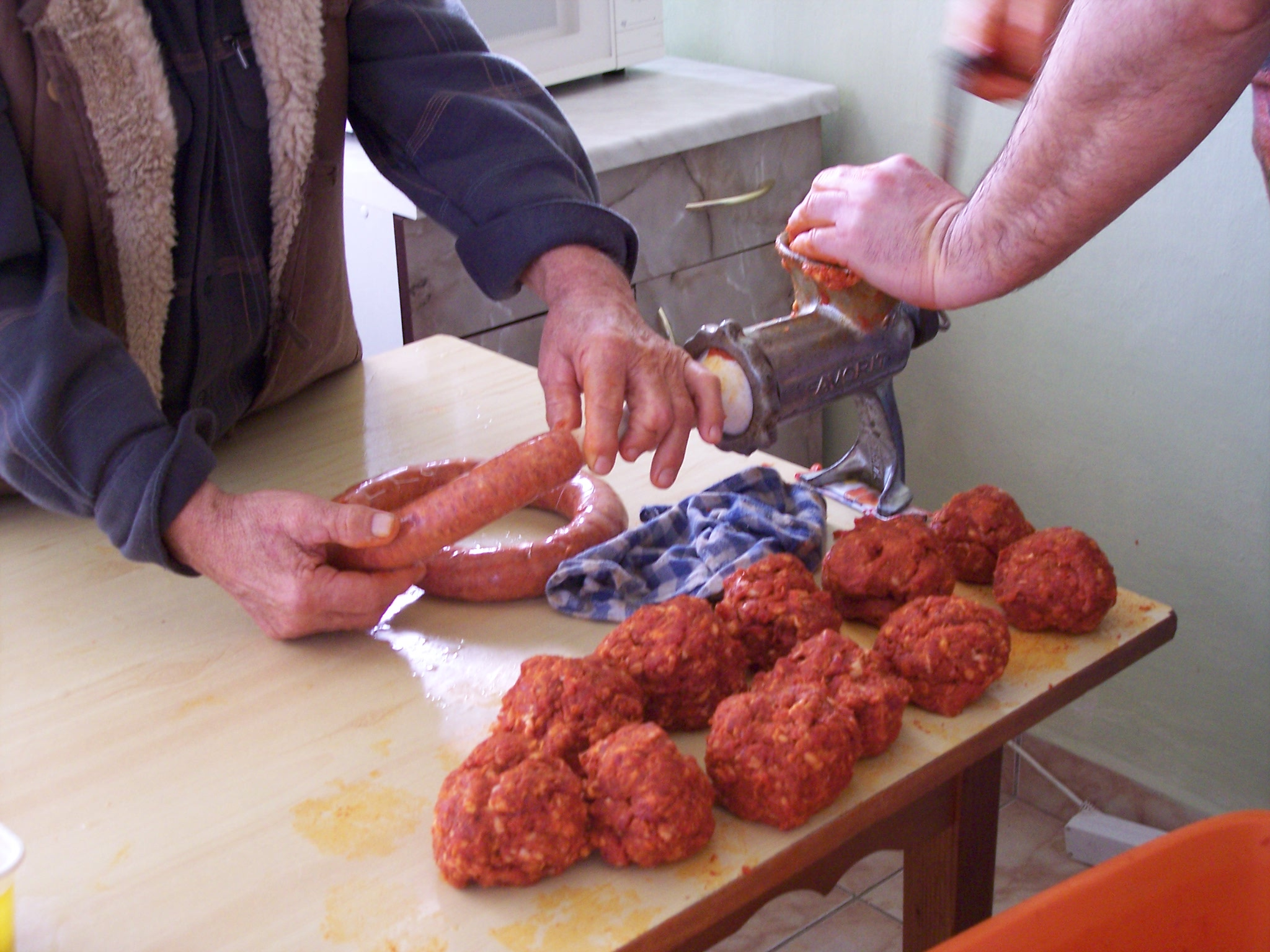
サラミを作る

肝臓や心臓、脾臓などの内臓はお湯で茹でる。それはハンガリー語でabálásと呼ばれ、よく腸詰めにされる。腸はきれいにしてからサラミなどソーセージのために準備される。なお前出の血はソーセージの材料にされることが多い。

## 現代の屠殺方法
集約的な養豚が普及した現代では、重労働を要する伝統的な屠殺方法が取られることは少なくなり、屠殺場において大量かつ効率的に処理されることが一般的である。ここでは豚を強力な電流で脳死状態にするか、あるいは二酸化炭素ガスで仮死状態にしてから、鋭利な刃物で頸部を刺して血抜きを行うことが普及している。毛を取り除いて、肉を取る作業も機械化され、効率的に行われている。